# Đại chiến cổ kim (phim truyền hình 2011)
Cổ kim đại chiến Tần dũng tình (tiếng Trung: 古今大战秦俑情; bính âm: Gǔjīn Dàzhàn Qín Yǒng Qíng) là một bộ phim Trung Quốc được sản xuất năm 2011. Bộ phim được trình chiếu lần đầu tiên trên kênh CCTV 1 của Đài truyền hình trung ương Trung Quốc vào tháng 1 năm 2011. Bộ phim được chuyển thể từ bộ phim điện ảnh cùng tên được sản xuất vào năm 1989.

## Các diễn viên chính
- Đỗ Thuần vai Mông Thiên Phóng / Lam Thiên / La Khai Bình
- An Dĩ Hiên vai Hàn Đông Nhi / Chu Lợi Lợi / Từ Tiểu Tịnh
- La Gia Lương vai Tần Thủy Hoàng / Bạch Vân Phi
- Phương An Na vai Muội Khương / Nguyễn Mộng Linh / Đinh An Ni
- Triệu Dương vai Tần Triệu Phong
- Du Lập Bình vai Vũ Điền Trùng Quang / Vũ Điền Võ Tạng